# Issel (Aude)
Issel ist eine südfranzösische Gemeinde mit 484 Einwohnern (Stand 1. Januar 2022) im Département Aude in der Region Okzitanien.

## Geografie
Issel liegt am Rand eines hügeligen Waldgebietes etwa fünf Kilometer nördlich von Castelnaudary. Das Gemeindegebiet wird vom Flüsschen Argentouire durchquert.

## Geschichte
In der Umgebung wurden Überreste einer prähistorischen Keramikwerkstatt gefunden. Die Geschichte des heutigen Ortes lässt sich bis ins 13. Jahrhundert zurückverfolgen.

## Sehenswürdigkeiten
Der befestigte Ort ist von einem kreisrunden Festungsgraben umgeben. Über dem spitzbogenförmigen Tor befinden sich Pechnasen.
Die gotische Kirche Mariä Himmelfahrt (Eglise de l’Assomption) mit einer Vierge de Pitié aus dem 16. Jahrhundert wurde im 19. Jahrhundert restauriert.